# Matruh
Matruh (arabisk: مطروح ) er et guvernement i den nordvestlige del af Egypten på grænsen til Libyen; Mod nord grænser det til Middelhavet, mod øst til guvernementerne Alexandria, Al Buhayrah og Al Jizah, og mod syd til Al Wadi al Jadid Dens hovedstad er Mersa Matruh.
Midt i guvernementet, i den Libyske Ørken, ligger Qattara-sænkningen, der når ned til 133 meter under havets overflade og rummer det næstlaveste punkt i Afrika.
Området rummer mange historiske lokaliteter fra 2. verdenskrig, blandt andet byen El-Alamein, der var et vendepunkt for krigen i Afrika.

## Eksterne kilder og henvisninger
1. ↑  Areal og befolkning

- Wikimedia Commons har flere filer relateret til Matruh

30°3′N 26°40′Ø / 30.050°N 26.667°Ø